# And Then We Dance
«And Then We Dance» (с англ. — «А потом мы танцуем») — дебютный сингл австралийской данс-поп группы Justice Crew.

## Фон и релиз песни
12 августа 2010 года было объявлено, что Justice Crew подписали контракт со звукозаписывающей компанией Sony Music Australia. Эммануэль Родригес, участник группы, сказал: «Sony спросили, умеет ли кто-нибудь из нас петь, и мы показали им, на что мы способны. Неделю спустя мы были в студии звукозаписи». Песня «And Then We Dance» была написана и спродюсирована Дархилом Кэмпером, Николасом «RAS» Фёрлонгом и Джорданом Сеукофом. Превью песни было выпущено на YouTube 16 августа, а обложка сингла была представлена 20 августа. «And Then We Dance» была отправлена на австралийское современное радио 23 августа и выпущена в цифровом формате 27 августа. Сингл на компакт-диске также был выпущен в тот же день.

## Позиции в чартах
13 сентября 2010 года «And Then We Dance» дебютировала на 46-м месте в чарте синглов ARIA и достигла пика на 26-м месте 11 октября. Песня получила платиновый статус от Австралийской ассоциации звукозаписывающих компаний (ARIA) за продажу 70 000 копий.

## Клипы и живое выступление
Музыкальное видео на песню было снято Марком Фурми на парковке возле Acer Arena в Сиднее. Премьера видео состоялась в интернете 27 августа 2010 года. На протяжении всего видео участники Justice Crew исполняют несколько танцевальных движений на подземной парковке, включая би-боинг и крампинг, а также бэкфлипы. В большинстве сцен видео они одеты в одежду тёмно-бордового, белого и тёмно-синего цветов.
В августе 2010 года Justice Crew исполнили «And Then We Dance» на радиостанции Sunrise. Также 7 сентября они исполнили песню в музыкальном магазине Sanity в Westfield Hurstville. 27 сентября Justice Crew исполнили песню на шоу X Factor (Австралия) и на Гранд-финале NRL 2010 3 октября. Justice Crew также исполнили песню в магазине Richmond Records в Виндзоре, Новый Южный Уэльс, 16 октября и 28 октября 2010 года в Westfield Liverpool.

## Список композиций
- Digital download[7]

1. «And Then We Dance» — 3:00

## Над записью работали
- Том Койн — мастеринг
- Justice Crew — вокал
- Дэмиен Льюис — мастеринг
- Дархил Кэмпер — продюсирование, написание
- Николас «RAS» Фёрлонг — продюсирование, написание
- Фил Тан — звукорежиссёр
- Джордан Сеукоф — продюсирование, написание[4]

## Чарты и сертификация

### Недельные чарты
| Чарт (2010)        | Высшая позиция |
| ------------------ | -------------- |
| ARIA Singles Chart | 26             |

### Годовые чарты
| Чарт (2010)                      | Позиция |
| -------------------------------- | ------- |
| Australian Artists Singles Chart | 42      |

### Сертификация
| Страна    | Сертификат |
| --------- | ---------- |
| Австралия | Платиновый |